# 지로마루역
지로마루역(일본어: 次郎丸駅)은 일본 후쿠오카현 후쿠오카시 사와라구 지로마루 1초메에 소재하는 후쿠오카 시 교통국 지하철 나나쿠마 선의 역이다. 역 번호는 N02이다.
역의 심벌 마크는 무로미 강 상류에서 방류된 반딧불이다. 역 식별 색은 ■DIC-641로, 베후역, 후쿠다이 앞 역과 공통이다.

## 역 구조
섬식 승강장 1면 2선의 지하역이다.

### 승강장
| 1 | ■나나쿠마 선 | 후쿠다이 앞・롯폰마쓰・야쿠인・덴진미나미 방면 |
| 2 | ■나나쿠마 선 | 하시모토 방면                                  |

## 이용 상황
2015년도의 1일 평균 승차 인원은 2,764명이다.
개통 이후 1일 평균 승차 인원의 추이는 아래 표와 같다.
| 연도   | 1일 평균 승차 인원 |
| ------ | ------------------ |
| 2004년 | 1,595              |
| 2005년 | 1,454              |
| 2006년 | 1,762              |
| 2007년 | 1,925              |
| 2008년 | 2,034              |
| 2009년 | 2,266              |
| 2010년 | 2,282              |
| 2011년 | 2,361              |
| 2012년 | 2,458              |
| 2013년 | 2,542              |
| 2014년 | 2,690              |
| 2015년 | 2,764              |

## 역 주변
- 국도 제202호선 후쿠오카 외곽 환상 도로
- 후쿠오카 의료 단기 대학
- 후쿠오카 치과 대학
- 후쿠오카 시립 아리타 초등학교
- 후쿠오카 시립 다무라 초등학교
- 헌육 보육원
- 스타벅스 후쿠오카 지로마루 점
- 홀리데이 지로마루 점
- 다이렉스 지로마루 점

## 역사
- 2005년 2월 3일: 영업 개시.

## 인접역
| 후쿠오카 시 교통국 ■ 지하철 나나쿠마 선 | 후쿠오카 시 교통국 ■ 지하철 나나쿠마 선 | 후쿠오카 시 교통국 ■ 지하철 나나쿠마 선 |
| --------------------------------------- | --------------------------------------- | --------------------------------------- |
| N01 하시모토 하시모토 방면              |                                         | 가모 N03 덴진미나미 방면                |